# Lorna Forde
Lorna Forde, född 24 juni 1952, är en friidrottare från Barbados. Han deltog vid olympiska sommarspelen 1972 och olympiska sommarspelen 1976.